# Veronica Reyes
Verónica Mayela Reyes García (Monterrey, Nuevo León; 15 de marzo de 1974 - Ibidem, 20 de agosto de 2020) fue una locutora de radio, cantante y modelo de tallas extras mexicana, hija del músico regiomontano Claro Reyes, fundador del grupo musical Integro.

## Carrera
Ella debutó en 2001 como locutora de radio en la estación XEOK de Radio ACIR en Monterrey, al lado de Domingo Arturo García en el programa Noche no te vayas que posteriormente fue llamado La onda feliz.
Como cantante, Verónica debutó a finales del año 2008, al grabar su primer material discográfico con la disquera LizLet propiedad de Arturo Fierro, al principio iba usar como nombre artístico el seudónimo Marey pero luego se decidió que usaría su nombre real.
El primer material de Verónica Reyes incluye temas de corte pop-balada entre los que destacan: Algo Más de La quinta estación, Como te va mi amor de Pandora y Casi perfecto de Ana Cirré.
Falleció el 20 de agosto de 2020 por complicaciones de COVID-19.

## Discografía
- Verónica Reyes (2008)